# El segundo enemigo
El segundo enemigo fue una exitosa serie de televisión de Colombia realizada por RTI Televisión escrita por Julio Jiménez y protagonizada por Nórida Rodríguez y Armando Gutiérrez con la participación especial del primer actor Julio Medina junto a Mariela Rivas. La historia se desarrolla en la década de los 40 dentro de una hacienda en la sabana de Bogotá, Colombia.

## Trama
Un hombre es acusado de un crimen que no cometió, el asesinato de la esposa de un rico hacendado, decían que la había robado, pero él no la conocía. Cinco años después escapa de prisión aprovechado El Bogotazo conocido como el período de protestas, desórdenes y represión que siguieron al asesinato de Jorge Eliécer Gaitán el 9 de abril de 1948 en el centro de Bogotá, la capital de Colombia. El fugitivo llega a la hacienda donde huye la familia escapando de los disturbios en la ciudad y con una nueva identidad intenta descubrir al verdadero asesino, haciéndose pasar por peón; pero termina enamorándose de la hija del dueño del lugar.  Él cree que el responsable es el hacendado, que está casado por segunda vez con la antigua mejor amiga de su esposa; una mujer que sus dos hijos no soportan. La hija del señor, aunque tiene un pretendiente, inicia un romance con el peón, pero su madrastra también lo desea. Después de muchas intrigas se descubre que los verdaderos asesinos estaban impunes ante las narices de todo el mundo y la vida les da su justo castigo.

## Elenco
- Nórida Rodríguez - "Teresa Guerrero"
- Armando Gutiérrez - "Esteban Lozano"
- Julio Medina - "Andres Guerrero"
- Mariela Rivas - "Raquel Acevedo de Guerrero"
- Teresa Gutiérrez - "Cruzana Herrera"
- Carlos Congote - "Felipe Guerrero"
- Miguel Alfonso Murillo -
- Margalida Castro -
- Alberto Valdiri - "Alejandro 'Alejo' Godín"

## Adaptaciones
En Ecuador, Ecuavisa versionó en 1989 el Segundo Enemigo, dirigida por César Carmigniani.
- Datos: Q8774067